# Ханойский метрополитен
Ханойский метрополитен — метро в столице Вьетнама городе Ханое, первое в стране.

## История
Начать строительство предполагалось в 2008 году, однако из-за трудностей с освобождением территории под будущие объекты метрополитена оно началось лишь в 2010 году.
Открытие было запланировано на 2016 год, однако из-за разного рода проблем оно несколько раз переносилось.
Так, в декабре 2017 года срыв поставок метропоездов из Китая привел к переносу пуска метро на сентябрь 2018 года, однако в это время состоялась лишь первая из тестовых эксплуатаций первой линии, при этом тесты предполагалось проводить каждые 3-6 месяцев, а открыть метро — в феврале 2019 года.
Очередные тестовые испытания должны были начаться 1 февраля 2020 года, однако из-за пандемии коронавируса они были перенесены и завершены 31 декабря 2020 года. В январе 2021 года начались тестовые испытания второй линии, которые были продолжены в июле того же года.
Несмотря на заявления Министерства транспорта Вьетнама о начале коммерческой эксплуатации первой линии метро в апреле 2021 года, в намеченный срок оно не состоялось. Пуск первой линии Ханойского метрополитена произошёл 6 ноября 2021 года.
С 2022 года испытание второй линии метро продолжалось, однако ввод всей линии в эксплуатацию намечен на 2027 год. Открытие же её первого участка (8 станций, 8,5км) произошло 8 августа 2024 года.

## Строительство
Всего должно быть построено восемь линий. Все надземные, кроме нескольких подземных участков.

## Линии
- 1 линия («2A») — 12 станций, 12,5 км[2]. Открыта 6 ноября 2021 года.
- 2 линия («3») — 12 станций, 12,5 км — строится. Первый участок (8 станций, 8,5 км) открыт 8 августа 2024 года[13].

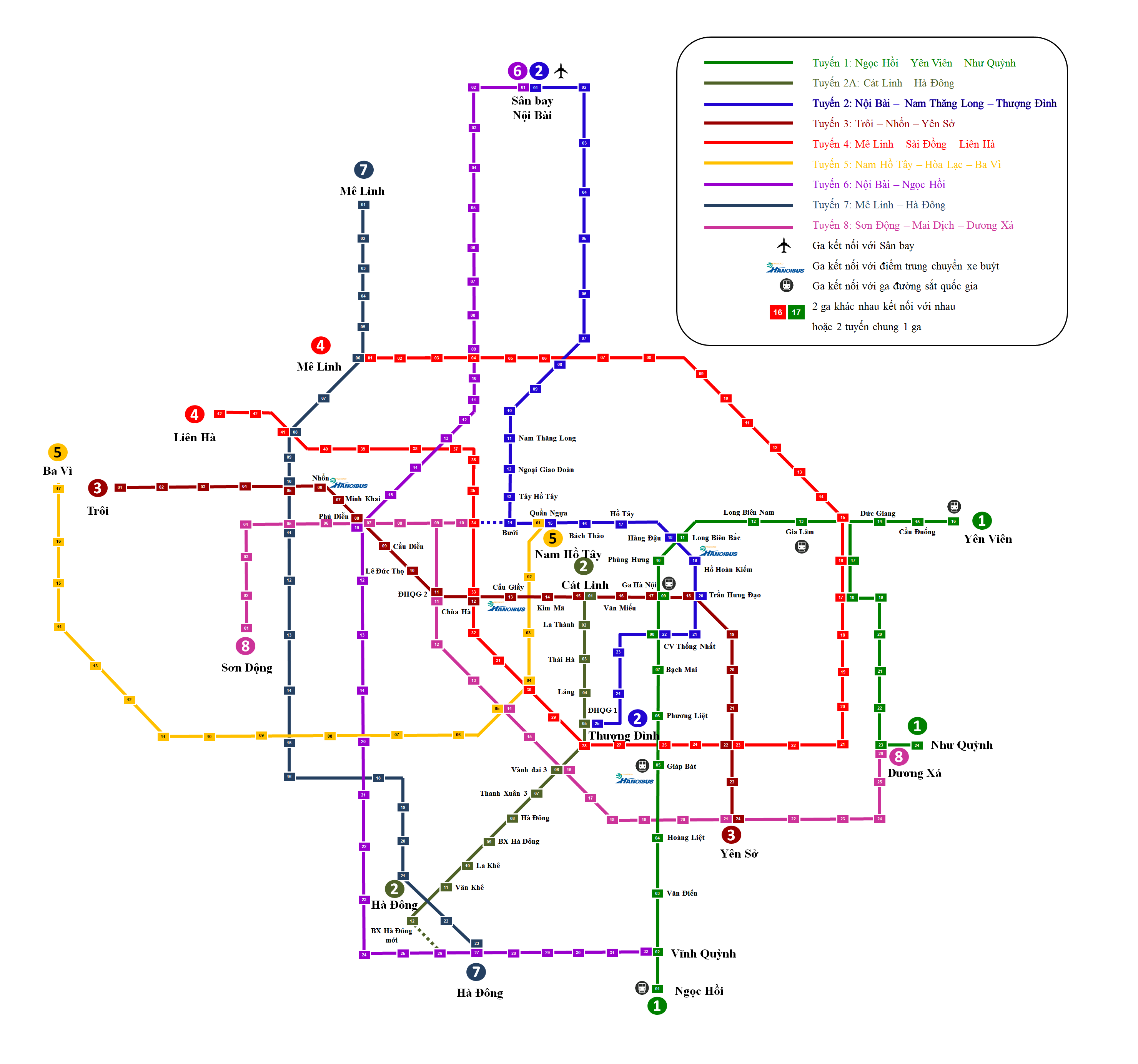
Схема линий с перспективой развития сети

## Режим работы
Метрополитен работает ежедневно, с 5:30 до 22:30.
В первую неделю после открытия — с 5:30 до 20:00, при этом поезда отправлялись каждые 15 минут.
Со второй недели интервал движения поездов был сокращен до 10 минут, а в часы пик — до 6 минут.